# Великанша
Велика́нша, до́чка велика́на (эст. Hiiglaneitsi, Hiiglatütar) — персонаж эстонского народного эпоса «Калевипоэг». Упоминается в шестнадцатой песне.

## Песнь шестнадцатая
Постройка корабля и отплытие * Путешествие на край света * Лапландия и Варрак
В поисках края света Калевипоэг на своём серебряном корабле «Леннук» причаливает к незнакомому берегу. Калевипоэг и пять его отважных друзей решают обойти чужие земли. На закате, уставшие, они ложатся на отдых под кустом.
На заре, едва успело
Солнце сумрак опоясать,
Встала дочка великана,
В огород она спустилась,
Подошла к капустной грядке
Для коров нарвать листочков,
Набрела она на спящих,
Похватала человечков,
В фартук свой их уложила,
Принесла домой в подоле.
Великан спросил дочурку:
— Что несёшь ты с огорода,
Что в капусте отыскала? —
Дочка фартуком тряхнула,
Спящих вытряхнула на пол:
— Глянь-ка, батюшка родимый,
Что нашла я в огороде!
Я под кочаном капусты
Этих крошек увидала!
Великану захотелось позагадывать чужеземцам загадки. Бывший с Калевипоэгом «знахарь слова» отгадывает все загадки, и великан, проникшись уважением к разумным людям, приказывает дочке отнести их обратно, туда, где она их нашла:
Отнесла послушно дочка,
Шестерых гостей обратно,
Под кочан их положила.
Спохватился знахарь слова,
Стал просить он великаншу:
— Шаг-другой шагни, дочурка,
Отнеси нас прямо к морю.
Спорить девушка не стала,
Понесла гостей на берег.
Дымным вихрем тученосным,
Что вершину вскинул в небо,
Налетая с грозным шумом,
Сыпля огненные стрелы,
Зашагала великанша
К кораблю крылатым шагом,
С громом выбежала к морю.
Вытряхнула человечков
На серебряный кораблик.
Девы шумное дыханье
«Леннук» сдунуло на волны,
Отнесло на милю в море.
Диво грозное такое
Самых смелых устрашило.
Калев-сын развеселился,
Крикнул девушке вдогонку:
— Будь здорова ты, девчонка!..